# Flexarida chaotica
Flexarida chaotica är en insektsart som beskrevs av Whitcomb och Hicks 1993. Flexarida chaotica ingår i släktet Flexarida och familjen dvärgstritar. Inga underarter finns listade i Catalogue of Life.